# Peltogyne porphyrocardia
Peltogyne porphyrocardia är en ärtväxtart som beskrevs av George Bentham. Peltogyne porphyrocardia ingår i släktet Peltogyne och familjen ärtväxter. Inga underarter finns listade i Catalogue of Life.